# Posavina TV
Posavina TV (Posavska televizija) je bosanskohercegovačka televizijska postaja na hrvatskom jeziku. Sjedište je u Brčkom.

## Povijest
Pokrenuta je 9. travnja 2009. godine kao prva internetska televizija u BiH, a od 26. rujna 2013. dostupna je i putem satelita Eutelsat 16A (Eutelsat 16A (16°E), freq. 11678 Horizontalna,FEC ¾, Symbol rate: 30000 DVB-S/QPSK, FTA). Od 5. travnja 2009. je na Facebooku, a od 17. prosinca 2009. je na YouTubeu.
Postaja donosi najnovije vijesti iz Posavine, BiH i dijaspore, radi pozitivne priloge, reportaže, dokumentarne emisije, promociju pjevača, izvorne pjesme i starih običaja.

## Vanjske poveznice
- Službene stranice  Arhivirana inačica izvorne stranice od 6. listopada 2017. (Wayback Machine)
- YouTube
- YouTube
- Google+